# Onesia kiyoshii
Onesia kiyoshii är en tvåvingeart som beskrevs av Hiromu Kurahashi och Afzal 2002. Onesia kiyoshii ingår i släktet Onesia och familjen spyflugor.
Artens utbredningsområde är Pakistan. Inga underarter finns listade i Catalogue of Life.